# بایکوت (فیلم ۲۰۰۱)
«بایکوت» (انگلیسی: Boycott (2001 film)) یک فیلم به کارگردانی کلارک جانسون است که در سال ۲۰۰۱ منتشر شد.